# Damrémont
Damrémont é uma comuna francesa na região administrativa de Grande Leste, no departamento de Haute-Marne. Estende-se por uma área de 4,84 km². Em 2010 a comuna tinha 202 habitantes (densidade: 41,7 hab./km²).